# ヴィクター・キャヴェンディッシュ (第9代デヴォンシャー公爵)

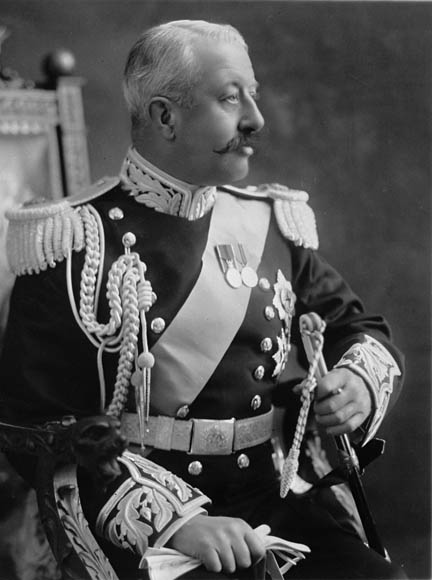
カナダ総督在職中の第9代デヴォンシャー公爵ヴィクター・キャヴェンディッシュ

第9代デヴォンシャー公爵ヴィクター・クリスティアン・ウィリアム・キャヴェンディッシュ（英: Victor Christian William Cavendish, 9th Duke of Devonshire, KG, GCMG, GCVO, TD, KStJ, PC, JP, FRS、1868年5月31日 - 1938年5月6日）は、イギリスの貴族、政治家。
デヴォンシャー公爵家の分流の生まれだが、1908年に伯父スペンサーからデヴォンシャー公爵位を継承した。1916年から1921年にかけてカナダ総督を務めた。

## 経歴
1868年5月31日に第7代デヴォンシャー公爵ウィリアム・キャヴェンディッシュの四男で庶民院議員のエドワード・キャヴェンディッシュ卿とその妻エマ（庶民院議員ウィリアム・ラッセルズの娘）の間の長男として生まれる。
イートン・カレッジを経てケンブリッジ大学トリニティ・カレッジへ進学。
1891年に父が死去し、父が議席を有していた西ダービーシャー選挙区から選出されて自由統一党の庶民院議員となる。保守党政権下の1900年から1903年までは王室会計長官、1903年から1905年までは財務省財務担当政務次官を務めた。
1908年3月に伯父第8代デヴォンシャー公爵スペンサー・キャヴェンディッシュが子供無く死去したため、第9代デヴォンシャー公爵位を継承し、貴族院議員に転じた。
1905年から自由党政権が続いていたが、第一次世界大戦中の1915年に保守党・自由党大連立の挙国一致内閣が成立すると海軍省民事卿と政府貴族院院内幹事長に就任した。
翌1916年にはカナダ総督に就任した。彼の総督就任はカナダ首相ロバート・ボーデンに相談されずにイギリス側の独断で決定されたため、当初ボーデンとの間に深刻な亀裂が生じたが、やがてボーデンともその後任の首相アーサー・ミーヘンとも良好な関係を保つことができた。在任期間前半は依然として第一次世界大戦が続いており、カナダは兵員や物資の面で本国を支えていた。デヴォンシャー公爵着任直後に徴兵制が制定されている。しかしデヴォンシャー公爵自身はカナダの政治に干渉しないよう努め、与党とも野党とも協議を持つことに慎重だった。農園奨励、芸術保護・奨励など非政治的な社会運動で主に活躍した。デヴォンシャー公爵夫人も戦傷者救済など社会運動に尽力した。1918年には訪米してホワイトハウスで非公式にウッドロー・ウィルソン大統領と会見している。また翌1919年にはオタワで皇太子エドワードを出迎えた（皇太子のカナダ訪問は初めて）。
1921年にカナダ総督を退任した後は国連で働くとともに1922年から1924年にかけてはボナー・ロー内閣と第一次ボールドウィン内閣で植民地大臣を務めた。
1938年5月6日に死去した。爵位は長男エドワードが継承した。

## 栄典

### 爵位
1908年3月24日に伯父スペンサー・キャヴェンディッシュの死去により以下の爵位を継承した。
- 第9代デヴォンシャー公爵 (9th Duke of Devonshire)
(1694年5月12日の勅許状によるイングランド貴族爵位)
- 第9代ハーティントン侯爵 (9th Marquess of Hartington)
(1694年5月12日の勅許状によるイングランド貴族爵位)
- 第12代デヴォンシャー伯爵 (12th Earl of Devonshire)
(1618年8月7日の勅許状によるイングランド貴族爵位)
- 第4代バーリントン伯爵 (4th Earl of Burlington)
(1831年9月10日の勅許状による連合王国貴族爵位)
- ハードウィックの第12代キャヴェンディッシュ男爵 (12th Baron Cavendish of Hardwicke)
(1605年5月4日の勅許状によるイングランド貴族爵位)
- ヨーク州におけるケイリーのケイリーの第4代キャヴェンディッシュ男爵 (4th Baron Cavendish of Keighley, of Keighley in the County of York)
(1831年9月10日の勅許状による連合王国貴族爵位)

### 勲章等
- 1912年8月19日、ロイヤル・ヴィクトリア勲章(騎士団)ナイト・グランド・クロス (GCVO)[5]
- 1916年1月1日、ガーター勲章(騎士団)ナイト (KG)[6]
- 1916年7月28日、聖マイケル・聖ジョージ勲章(騎士団)ナイト・グランド・クロス (GCMG)[7]
- 1916年8月18日、エルサレムの聖ジョン勲章(騎士団)（英語版）ナイト・オブ・グレース (KGStJ) [8]
- 1917年11月27日、エルサレムの聖ジョン勲章(騎士団)ナイト・オブ・ジャスティス (KJStJ) [9]
- 1923年、国防義勇軍功労章（英語版）（TD）[10]

## 家族
1892年7月30日に第5代ランズダウン侯爵ヘンリー・ペティ＝フィッツモーリスの娘イヴリン・エミリー・メアリー(Evelyn Emily Mary Cavendish, 1870-1960)と結婚。彼女との間に以下の2男5女を儲けた。
- 第1子(長男)エドワード・ウィリアム・スペンサー・キャヴェンディッシュ (Edward William Spencer Cavendish, 1895-1950) 第10代デヴォンシャー公爵位を継承
- 第2子(長女)モード・ルイーザ・エマ・キャヴェンディッシュ (Maud Louisa Emma Cavendish, 1896-1975) 陸軍軍人アンガス・マッキントッシュ、ついで陸軍軍人ジョージ・ベイリーと結婚
- 第3子(次女)ブランシェ・キャサリン・キャヴェンディッシュ (Blanche Katherine Cavendish, 1898-1987) 陸軍軍人イヴァン・コボルドと結婚
- 第4子(三女)ドロシー・イブリン・キャヴェンディッシュ（英語版） (Dorothy Evelyn Cavendish, 1900-1966) 初代ストックトン伯爵ハロルド・マクミラン(首相)と結婚
- 第5子(四女)レイチェル・キャヴェンディッシュ (Rachel Cavendish, 1902-1977) 政治家初代フィンドホーンのステュアート子爵（英語版）ジェイムズ・ステュアート（英語版）と結婚
- 第6子(次男)チャールズ・アーサー・フランシス・キャヴェンディッシュ（英語版） (Charles Arthur Francis Cavendish, 1905-1944)　米俳優フレッド・アステアの姉で同じく女優アデル・アステアと結婚。
- 第7子(五女)アン・キャヴェンディッシュ (Anne Cavendish, 1909-1981) 政治家ヘンリー・ハンロック（英語版）、ついで政治家・銀行家クリストファー・ホランド＝マーティン（英語版）、ついで政治家第10代サンドウィッチ伯爵ヴィクター・モンタギュー（英語版）と結婚